# Bon Voyage (album Anny Rossinelli)
Bon Voyage – debiutancki album studyjny szwajcarskiej piosenkarki Anny Rossinelli wydany 9 grudnia 2011 roku nakładem wytwórni Universal Music.
Tydzień po premierze album zadebiutował na dziesiątym miejscu najczęściej kupowanych płyt w Szwajcarii.

## Single
Pierwszym singlem promującym płytę został utwór „Joker”, który został wydany 14 października 2011 roku. Drugi singel, „See What You’ve Done”, został wydany 12 kwietnia 2012 roku.

## Lista utworów
Opracowano na podstawie materiału źródłowego.
| Nr  | Tytuł utworu                 | Autorstwo                                                 | Produkcja     | Długość |
| --- | ---------------------------- | --------------------------------------------------------- | ------------- | ------- |
| 1.  | „Holiday”                    | Kim Richey, Lisa Mitchell, Sacha Skarbeck                 | Fred Herrmann | 2:56    |
| 2.  | „Accident Waiting to Happen” | Lauren Christy, Karen Poole, Greg Kurstin, Eliza Caird    | Herrmann      | 3:18    |
| 3.  | „See What You’ve Done”       | Roman Camenzind, Georg Schlunegger                        | Herrmann      | 2:40    |
| 4.  | „Amazing”                    | David Holler, Dick Holler, Anna Rossinelli, Georg Dillier | Herrmann      | 3:21    |
| 5.  | „You Are”                    | Rossinelli, Dillier, Manuel Meisel                        | Herrmann      | 3:26    |
| 6.  | „Strawberry Cream”           | David Jürgens, Olivia Uhlig                               | Herrmann      | 3:24    |
| 7.  | „Joker”                      | Phillipa Alexander, Ellie Wyatt, Alex Ball, Vicky Nolan   | Herrmann      | 3:38    |
| 8.  | „Hello Boy”                  | Rossinelli, Dillier, Meisel                               | Herrmann      | 3:09    |
| 9.  | „Sunny Afternoon”            | Schlunegger                                               | Herrmann      | 3:26    |
| 10. | „100 Days”                   | Bassel El Hallak, Lennart A. Salomon, Aimée Proal         | Herrmann      | 3:02    |
| 11. | „No One”                     | Schlunegger                                               | Herrmann      | 2:46    |
| 12. | „The Reason I Stay”          | Rossinelli, Dillier                                       | Herrmann      | 2:28    |
|     |                              |                                                           |               | 37:34   |

| Wydanie na iTunes      |
| ---------------------- |
| 13. „Wonderful” – 3:19 |

## Notowania na listach sprzedaży
| Kraj       | Lista (2015)   | Najwyższe miejsce |
| ---------- | -------------- | ----------------- |
| Szwajcaria | Albums Top 100 | 10                |